# Absidia spinosa
Absidia spinosa är en svampart. Absidia spinosa ingår i släktet Absidia och familjen Mucoraceae.

## Underarter
Arten delas in i följande underarter:
- azygospora
- biappendiculata
- spinosa